# Landesbeamtengesetze (Deutschland)
Beamte der deutschen Länder und Kommunen unterliegen der Gesetzgebungskompetenz des jeweiligen Landesgesetzgebers.

## Bundesrechtliche Regelungen für Landes- und Kommunalbeamte
Grundlegende Fragen des Beamtenstatus waren bis 2009 im (bundesweiten) Beamtenrechtsrahmengesetz geregelt worden. Dieses wurde zum 1. April 2009 durch das Beamtenstatusgesetz ersetzt, das nur noch wenige Sachverhalte regelt. Außerdem lag bis zur Föderalismusreform 2006 das Recht der Beamtenbesoldung (Bundesbesoldungsgesetz) und der Beamtenversorgung (Ruhestand, siehe Beamtenversorgungsgesetz) bundesweit, auch für Landes- und Kommunalbeamte, in der alleinigen Gesetzgebungszuständigkeit des Bundes.

## Zusätzliche Landeskompetenzen nach der Föderalismusreform
Die erwähnte Föderalismusreform gestattet den Bundesländern seit September 2006 für ihre Beamten eigenständige, also von den oben genannten bundesrechtlichen Bestimmungen abweichende Regelungen zur Beamtenbesoldung und zur Beamtenversorgung.
Bis zum 1. Januar 2014 haben die Bundesländer zum größten Teil eigene Landesregelungen erlassen, teilweise aber auch nur durch weitgehend inhaltsgleiche Überführung des Bundesbesoldungs- und des Beamtenversorgungsgesetzes in Landesrecht (zuletzt in Nordrhein-Westfalen mit Wirkung vom 1. Juni 2013). Die Gewerkschaften befürchten deshalb einen Rückfall in die Rechtszersplitterung vor der Vereinheitlichung des Beamtenrechtes im Jahre 1971. Im Besoldungsrecht hat sich bereits ein Süd-Nord-Gefälle ergeben, das bisweilen den Unterschied einer gesamten Besoldungsgruppe ausmacht (z. B. im Vergleich zwischen Bayern und Berlin).

## Originär landesrechtliche Regelungen
Ansonsten enthielten auch vorher bereits die Landesbeamtengesetze genaue Regelungen. Fragen der Laufbahn, der Arbeitszeit, des Urlaubs, der Nebentätigkeit, des Disziplinarrechts, der Beihilfe im Krankheitsfall (bzw. bei Polizei- und Feuerwehrbeamten der freien Heilfürsorge) und seit 2003 auch der Sonderzahlungen (Weihnachtsgeld, Urlaubsgeld) sind durch Landesgesetze und -Verordnungen sowie Verwaltungsvorschriften geregelt.
Diese Regelungen in allen Ländern sind zwar ähnlich, aber nicht identisch. Bei der Arbeitszeit, den Selbstbeteiligungen der Beihilferegelungen, auch als Kostendämpfungspauschale bezeichnet, sowie bei den Jahressonderzahlungen (Weihnachtsgeld / Urlaubsgeld) zeigen sich die größten Unterschiede. Die Regelungen befinden sich zum einen in den Sonderzahlungsgesetzen, Landesbesoldungsgesetzen und Disziplinargesetzen sowie in den Beihilfeverordnungen, den Erholungsurlaubsverordnungen, Sonderurlaubsverordnungen, Nebentätigkeitsverordnungen, Arbeitszeitverordnungen, Mehrarbeitsverordnungen und ergänzenden Verordnungen und Verwaltungsvorschriften, die für alle Bundesländer existieren.

## Mitarbeitervertretung
Auch die Personalvertretung für die Landes- und Kommunalbeamten (allerdings auch die dortigen Arbeitnehmer) sind ebenfalls durch Landesgesetze geregelt.